# بخش دانکوتا
بخش دانکوتا (به لاتین: Dhankuta District) یک بخش در نپال است که در استان شماره ۱ واقع شده‌است. شهرستان دانکوتا ۸۹۲ کیلومتر مربع مساحت و ۱۶۳٬۴۱۲ نفر جمعیت دارد.